# Новоселовський сільський округ (Аулієкольський район)
Новосе́ловський сільський округ (каз. Новоселов ауылдық округі, рос. Новоселовский сельский округ) — адміністративна одиниця у складі Аулієкольського району Костанайської області Казахстану. Адміністративний центр — село Новоселовка.
Населення — 1099 осіб (2021; 1713 у 2009, 2111 у 1999, 2795 у 1989).
Станом на 1989 рік існувала Новоселовська сільська рада (села Новоселовка, Сосновка, селища Аккудук, Кургуус).

## Склад
До складу округу входять такі населені пункти:
| Населений пункт   | Старі назви | Населення, осіб (1989) | Населення, осіб (1999) | Населення, осіб (2009) | Населення, осіб (2021) |
| ----------------- | ----------- | ---------------------- | ---------------------- | ---------------------- | ---------------------- |
| Аккудук, село     | -           | 620                    | 384                    | 362                    | 183                    |
| Кургуус, село     | -           | 495                    | 287                    | 151                    | 59                     |
| Новоселовка, село | -           | 873                    | 811                    | 700                    | 587                    |
| Сосновка, село    | -           | 807                    | 629                    | 500                    | 270                    |